# Капу-Кодрулуй
Капу-Кодрулуй (рум. Capu Codrului) — село у повіті Сучава в Румунії. Входить до складу комуни Пелтіноаса.
Село розташоване на відстані 344 км на північ від Бухареста, 24 км на південний захід від Сучави, 127 км на захід від Ясс.

## Населення
За даними перепису населення 2002 року у селі проживали 2636 осіб, з них 2633 особи (99,9%) румунів. Усі жителі села рідною мовою назвали румунську.